# Mats Sonesson
Mats Sonesson, född 28 juni 1930, är en svensk botaniker. Han disputerade 1970 vid Lunds universitet där han numera är professor emeritus. Han har tidigare varit föreståndare för Abisko naturvetenskapliga station. Sonesson blev 1992 ledamot av Vetenskapsakademien.